# Diederich von dem Werder
Diederich von der Werder (né le 17 janvier 1584 à Werdershausen, qui fait maintenant partie de la ville de Südliches Anhalt et décédé le 18  Décembre 1657 à Reinsdorf, dans la même ville) est un traducteur, poète épique et auteur d'hymnes.  Il a transmis, notamment à travers la traduction de l'épopée La Jérusalem libérée de Le Tasse, premier ottava rima allemand, la nouvelle littérature baroque de langue italienne dans le monde germanophone. 

## Biographie
Werder est le fils de Gebhard von dem Werder et de sa femme Katharina von Hahn. Ses frères, qui ont été ensuite inclus dans la société des fructifiants, sont Heinrich von Dem Werder et Kuno Hartwig von der Werder. 
Werder est déjà présent à la cour du landgrave Maurice de Hesse-Cassel. Là, il se rend également au Kasseler Hofschule Collegium Mauritianum. Au semestre d'été de 1596, il s'inscrit à l'Université de Leipzig ; Deux ans plus tard, il poursuit ses études à l'Université d'Iéna. Puis il commence une tournée à cheval en France et dans la péninsule italienne. Là, il étudie en 1609 pendant un semestre à l'Université de Sienne . 
À son retour, le landgrave Maurice le nomme maître des écuries et gentilhomme de la Chambre. En 1610, il se distingue avec le courage du siège de Juliers et est promu capitaine. Après les combats, il est retourné à la cour de Marbourg. Là, il devient officier de la cour et conseiller privé, ainsi que la supervision de la Kasseler Hofschule. Pour le landgrave Maurice, il participe également à diverses missions diplomatiques. Il se rend donc devant les tribunaux du Danemark, de Saxe, du Brandebourg et d'autres. Il est également représentant aux deux jours d'élections impériales. En tant que chevalier teutonique, ses armoiries du Ordensballei Lucklum sont bien en évidence devant 42 autres chevaliers. 
En 1620, le prince Louis d'Anhalt-Köthen incorpore Werder dans la société des fructifiants. Il lui donne le nom sociétal du multiracial avec la devise qui refroidit la force. L'emblème est une grenade mûre, hérissée des grains (Punica granatum L.). Dans le livre de la société Köthener, l'entrée de Werder est numérotée 31. Il y a aussi la loi sur la rime notée, avec laquelle Werder remercie pour l'enregistrement: 
Seht doch die Körner viel der äpffel auß granaten
Ob zur Gesellschafft frucht sie nicht seynd wol gerathen
Vnd Vielgekörnt ich mich mit fug drumb nennen laß
Daß ich den rechten Kern der Sprache zeige baß:
Wann ich Teutsch BARTAM seh abkühlend ich mich stärcke
Vnd reitzt derselb mich an zu einem schweren wercke
Jerusalem erlöst hab ich in Reime bracht
Vnd unsrer Sprach dadurch ein news lob gemacht.
Lorsque Werder échoue dans les négociations avec Tilly, il perd les faveurs de la cour de Hesse-Cassel et se retire donc en 1622 auprès de son pays natal, Gut Reinsdorf, à Anhalt. Werder commence son riche travail littéraire. 
En 1623, Werder fut nommé capitaine d'une compagnie d'infanterie dans les défenses de l'État d'Anhalt . 
Il s'est déjà retiré dans ses terres lorsque la cour se rend à Halle après la bataille de Breitenfeld, où Gustave II Adolphe reste pour négocier avec les princes protestants.  Le roi veut donner son propre régiment à Werder, ce qu'il avait initialement refusé, mais le général suédois Johan Banér le persuade. Il dirige donc de 1631 à 1635 un régiment suédois.  Il démissionne et retourne à ses biens. Il est nommé directeur de la principauté. 
En 1645, la landgravine Amélie-Élisabeth de Hanau-Münzenberg l'envoie à la cour du Brandebourg pour organiser le mariage de son fils Guillaume VI de Hesse-Cassel avec la princesse Edwige de Brandebourg. Une fois les négociations menées à bien, l'électeur l'a nommé le 25 janvier à Königsberg au conseiller privé, colonel et capitaine en chef d’ Altgatersleben avec un salaire de 500 Talers.  Cela fut encore augmenté, mais réduit à 500 en 1652.  Il déménage finalement à son domaine Reinsdorf et a jusqu'à sa mort seulement une activité littéraire. 

### Famille
Le 21 juillet 1618, il épouse Dorothea Katharina von Waldow († 12 février 1627) fille du Hofmarschall Wolf von Waldau  de la maison Schwanowitz.  Avec elle, il a le fils Paris von dem Werder (1623-1674) et quatre filles décédées prématurément. En deuxième mariage, il s'est marié le 14 juin 1629 Juliane Ursula de Peblis († 1655) Veuve d' Adolph Wittich de Krosigk et une sœur de Georg Hans von Peblis, également membre de la société des fructifiants. Le couple a eu une fille qui est morte prématurément. 

## Travaux (sélection)
- Die Buss Psalmen in Poesie gesetzet.  Leipzig 1632.
- Friedensrede, in Gegenwart vieler Fürsten, Fürstinnen und Fräwlein, auch großer Anzahl Hochadelicher, Gelehrter und anderer vornehmen Manns-, Frawen- und Jungfräwlichen Personen.  Hamburger Presse, Hamburg 1918 (Nachdruck der Ausgabe Hamburg 1640).
- Krieg und Sieg Christi, gesungen in 100 Sonetten, da in jedem und jeglichem Verse die beyden Wörter „Krieg“ und „Sieg“ aufs wenigste einmahl befindlich seyn. Oelschlegel, Halle 1633.
- Selbsteigene gottselige Thränen Dieterichs von dem Werder, die er der weiland wholedlen vielehr und tugentreichen Frawen Dorotheen Catharinen, gebornen von Waldaw auß dem Hause Schwanowitz, seinem hertzvielgeliebten Ehegemahl, … zu ihrem Lob von Hertzen nachgesandt hat. Dörffer, Zerbst 1625.
- (Übersetzung) Ludovico Ariosto: Der Rasende Roland.  Literarischer Verein, Stuttgart 2002 (Nachdruck der Ausgabe Leipzig 1634, Werder übersetzte die Gesänge 1–30).
- (Übersetzung) Giovanni Francesco Loredano: Dianea oder Räthselgedicht: in welchem, unter vielen anmuthigen Fügnussen, Hochwichtige Staatsachen, Denklöbliche Geschichte, und klugsinnige Ratschläge, vermittels der Majestätischen Deutschen Sprache Kunstzierlich verborgen. Lang, Bern 1984 (Nachdruck der Ausgabe Nürnberg 1644).
- (Übersetzung) Torquato Tasso: Gottfried von Bulljon oder das erlösete Jerusalem. Niemeyer, Tübingen 1974 (Nachdruck der Ausgabe Franckfurt 1626).

## Études
- Blätter für Literatur, Kunst und Kritik, Band 3, S. 139ff Digitalisat Biographie
- Gerhard Dünnhaupt: Diederich von dem Werder. In: Speer–Zincgref. Die Register. Hiersemann, Stuttgart 1993,  (ISBN 3-7772-9305-9) (Personalbibliographien zu den Drucken des Barock, Bd. 6), S. 4251–4267.
- Diedrich von dem Werder Anton Balthasar König (Hrsg.): Biographisches Lexikon aller Helden und Militairpersonen. Band IV. Arnold Wever, Berlin 1791, S. 428 (Diedrich von dem Werder in der Google-Buchsuche).